# Архиепископски дворец (Никозия)
Архиепископският дворец в Никозия (на гръцки Αρχιεπισκοπικό Μέγαρο) е символ на православната църква на острова и седалище на кипърския архиепископ. Намира се на територията, заградена от Венецианските стени, в сърцето на Стария град, на площад „Архиепископ Киприан“.

## Дворецът от 13 век
Първият архиепископски дворец е построен в частта, която днес попада в Севернокипърската турска република. Данните за изграждането му са твърде оскъдни. Той е споменат през 1292 година в регистрите на катедралата „Света София“ като място, където нейните духовници провеждат заседанията си. По-късно, през 1456 – 1457 година се среща информацията, че към двореца има изградена наблюдателна кула, в която постоянно охраняват 6 стражи. Уточнено е, че сградата е построена по времето на латинския архиепископ Осторж де Монтегю през 13 век. Многократно е променяна от неговите наследници и през май 1313 година гърците, предизвикани от посегателството върху тяхната вяра от страна на латинската църква, правят опит да я изгорят. През 1458 или в началото на 1459, дворецът е плячкосан от благородниците, които се противопоставят на Жак II (Копелето), незаконен син на Жан II Кипърски от фамилията Лузинян, който по това време е официален архиепископ на страната.
Днес този най-стар дворец и постройките към него са превърнати в частни къщи, обитавани от турски семейства, и училище (медресе), прикрепено към катедралата „Света София“, превърната в Селимие джамия. Те обхващат голяма част от североизточната половина на полицейското управление в близост до храма.

## Дворецът от 18 век
Старият архиепископски дворец е построен през 1730 година и първоначално функционира като бенедиктински манастир. Сградата представлява религиозен, национален и политически паметник, свързан с най-новата история на Кипър. Дворецът е двуетажен и в наши дни в него се помещават Музеят на народното творчество и Музеят на националноосвободителното движение.
Пред стария дворец е разположен бял мраморен бюст на архиепископ Киприан, който през 1821 година е обесен от турците на площада пред архиепископията.

## Дворецът от 20 век
До старата архиепископия се намира двуетажната каменна сграда на новия архиепископски дворец, построен в неовизантийски стил. Той е резиденция на кипърския архиепископ, като допълнително в него се помещават и офисите на епархията. Построен е по времето на архиепископ Макарий III между 1956 и 1960 година, за да се отбележи независимостта на Кипър. Дворецът е възстановен през 1980 година, след нанесените разрушения при боевете по време на военния преврат на 15 юли 1974.
Сградата е украсена с високи арки, големи прозорци и богато украсени корнизи. Новият дворец разполага с богат и разкошен интериор.
Едно от крилата му е заето от Византийският музей и Библиотеката на архиепископията. Именно там се съхраняват най-ценните археологически находки, древни книги и икони, произведения на изкуството, старинни украшения и дрехи. В музея са намира една от най-богатите колекции от древни икони в света.
Обикновено в двреца няма свободен достъп, освен в специални случаи, когато може да се посети спалнята на архиепископ Макариос III, където в специален съд е съхранено сърцето му.
На централно място пред новия дворец е поставен мраморната статуя на архиепископ Макариос III. Той заема мястото на негова по-стара огромна скултурна фигура с височина 10 метра и тежаща 12 тона, която през 2009 година е преместена в манастира Кикос в Троодос.
- Част от площада пред двореца
- Дворецът и църквата „Свети Йоан Богослов“
- Терасите
- Дворът
- Старата огромна статуя на Макариос III
- Новата, мраморна статуя на Макариос III
- Детайл с пауни на стената
- Метална решетка
- Металната ограда
- Детайл от металната ограда
- Входна врата
- Гербът на оградата, символ на Кипърската православна църква